# Bruno Baeriswyl
Bruno Baeriswyl (* 11. August 1941 in Freiburg im Üechtland, Schweiz; † 23. Oktober 1996 ebendort) war ein Schweizer abstrakter Maler, Bildhauer und Lithograf der Lyrischen Abstraktion. Er ist nach Jean Tinguely der bekannteste zeitgenössische Künstler aus dem Kanton Freiburg. Seine öffentliche Rezeption blieb jedoch weitgehend auf ein sich dem Modernen öffnendes katholisches Milieu beschränkt.

## Leben
Bruno Baeriswyl wurde als elftes von zwölf Kindern (fünf Brüder und sechs Schwestern) in die Familie des Dachdeckers Peter Alois Baeriswyl aus St. Ursen und der Olga Cécile Baeriswyl, geborene Zbinden, aus dem Weiler Zumholz bei Plaffeien, im «Schiffhuus», einem Haus in der Freiburger Neustadt, geboren. Die ehemalige Schiffsbauwerkstatt wurde neun Jahre später abgerissen und die Familie zog in die ärmliche Basse-Ville in der Altstadt. Die Eltern waren römisch-katholisch, vermittelten ihren Kindern aber sozialistische Überzeugungen, was in der erzkonservativen Stadt ungewöhnlich war. Sie pflegten zudem die Musik, auch wenn das Geld stets knapp war und die Brüder Peter, Emil und Bruno – den alle «Tchita» nannten –, erhielten Zeichenunterricht.
1963 heiratete Bruno Baeriswyl die Baslerin Margot Schelbert, mit der er vier Kinder hatte. 1966 zog die junge Familie in ein zum Atelier umgebautes Bauernhaus in Montagny-la-Ville. Nach der Scheidung 1974 heiratete er 1989 Catherine Kohler, mit der er seit 1983 eine Tochter hatte. 

## Werdegang und Werk
Baeriswyls Kunstausbildung war autodidaktisch und basierte zudem auf persönlicher Förderung durch Künstler.
1953 lernte Bruno Baeriswyl den Maler Ernest Riesemey (1907–1967) kennen, einen Nachbar und Mitarbeiter eines familieneigenen Milchladens. Dieser begann, seine künstlerische Entwicklung zu fördern. Die Entscheidung, Künstler zu werden, erhielt Unterstützung seines Umfelds und es wurde ihm erlaubt, im Dachboden ein Atelier einzurichten. Der Zeichenlehrer Albin Kolly (1919–1992) machte ihn mit Zeitgenössischer Kunst und Jazz bekannt. 1957 machte Bruno Baeriswyl eine Wohnung über einem Café am Klein-St.-Johannplatz zu seinem Atelier. 
Nach Abschluss der obligatorischen Schule fand er eine Anstellung in der Kartonagefabrik Vuille, seinen Brotberuf, wo er schliesslich auch in der Entwicklungsabteilung arbeitete. Später hielt er sich mit Aufträgen als Architekturmodellbauer über Wasser. Seine ersten Werke zeigten seine Neigung zu Paul Klee und Serge Poliakoff. Er mischte dabei Asche und Farbe in einer selbst entwickelten Technik. 1959 lernte er die 1957 gegründeten Künstlergruppe Mouvement des Fotografen Jean-Claude Fontana kennen, die ihn 1961 aufnahm. Zudem lernte er den Bildhauer Emile Angéloz kennen, mit dem er zeit seines Lebens Werke austauschte.
Danach musste Baeriswyl zur Rekrutenschule einrücken. Er gab später an, dass ihn die nächtlichen Geschützübungen einen bleibenden ästhetischen Eindruck hinterlassen hätten. 
In dieser Zeit wurde der Kunstkritiker Jean-Christophe Ammann auf Baeriswyl aufmerksam. So erhielt er 1962 das erste von drei Eidgenössischen Kunststipendien. Er schloss Freundschaften mit den Malerkollegen Raymond Meuwly und Paul Castella. Zudem begann seine Zusammenarbeit mit dem Museum für Kunst und Geschichte Freiburg.
1963, mit einem weiteren eidgenössischen Stipendium, gab er die Asche-Technik vorübergehend auf und entwickelte eine mit dem Pinsel mit Ölfarbe aufgetragene Malweise, die sich am Abstrakten-Expressionismus orientierte. Parallel dazu entstanden kleinformatige Gouachen. 1969 sorgte ein abstrakter Akt in Freiburg für einen Eklat, als ein Museumsbesucher Anstössiges zu erkennen glaubte und die Polizei alarmierte, doch der kantonale Konservator weigerte sich, die Bilder abzuhängen. Es folgten weitere Ausstellungen z. B. 1968 in Lausanne und 1972 in Yverdon-les-Bains, 1973 in Charmey, die ruhiger verliefen. 
1974 gründete er in Freiburg gemeinsam mit dem Maler und Kurator Michel Ritter die Galerie RB, die bis 1979 Werke von u. a. Ian Anüll, Janos Urban, Ueli Berger und Jürg Stäuble zeigte.
Zahlreiche Aufträge und Ankäufe von Gemeinden, Privatunternehmen und öffentlichen und kirchlichen Institutionen bildeten ab Mitte der 1970er-Jahre sein künstlerisches Betätigungsfeld. Einzelne Werke gingen als Geschenke der Eidgenossenschaft an internationale Organisationen, beispielsweise 1989 an die International Labour Organisation in Genf. Seine Werke im öffentlichen Raum befinden sich fast alle im Kanton Freiburg. Einzelausstellungen von Baeriswyls Werken fanden fast ausschliesslich in der Westschweiz statt. Baeriswyl wurde auf dem Friedhof Cimetière de Saint-Léonard in Freiburg beerdigt. Die Association des Amis de Bruno Baeriswyl hält das Andenken an den Künstler wach.